# Renata Choezina
Renata Choezina (Neftekamsk, 15 mei 1994) is een Russisch skeletonster.

## Carrière
Choezina maakte haar wereldbekerdebuut in het seizoen 2015/16 waar ze 25e eindigde. In het seizoen 2019/20 werd ze tiende.
Ze nam in 2017 deel aan het wereldkampioenschap waar ze 20e werd. In 2019 werd ze 14e en in 2020 werd ze 11e.

## Resultaten

### Wereldkampioenschappen
| Jaar | Plaats    | Resultaat       |
| ---- | --------- | --------------- |
| 2017 | Königssee | 20e Individueel |
| 2019 | Whistler  | 14e Individueel |
| 2020 | Altenberg | 11e Individueel |

### Wereldbeker
Eindklasseringen
| Seizoen   | Rang |
| --------- | ---- |
| 2015/2016 | 25e  |
| 2017/2018 | 28e  |
| 2018/2019 | 19e  |
| 2019/2020 | 10e  |
| 2020/2021 | /    |